# Susumu Oki
Susumu Oki (大木 勉 Oki Susumu?), född 23 februari 1976, är en japansk tidigare fotbollsspelare.
I april 1995 blev han uttagen i Japans trupp till U20-världsmästerskapet 1995.